# Мигович Віктор Іванович
Ві́ктор Іва́нович Миго́вич (Migovich; нар. 12 березня 1978, Ужгород, Закарпатська область) — український художник, кераміст, живописець, графік. Член НСЖУ (2007), молодіжного об'єднання НСХУ (2012), творчого об'єднання художників ім. М. Мункачі (2013).

## Життєпис
Вихованець Ужгородської студії образотворчого мистецтва (1987; викладач — заслужений вчитель України З. С. Баконій).
Закінчив Ужгородську дитячу школу мистецтв (1987—1991; викладач В. Вовчок).
На «відмінно» закінчив відділ художньої кераміки Ужгородського коледжу мистецтв (1993—1997; викладачі П. Балла, А. Ковач, В. Петрецький).
Співорганізатор і завідувач галереї мистецтв в Закарпатському осередку Національної спілки майстрів народного мистецтва України (1999—2000).
Учасник понад 100 міських, обласних, всеукраїнських, міжнародних художніх виставок, трієнале, бієнале, пленерів та конкурсів від 1985. Колекціонер українських старожитностей, писанок, учасник та організатор численних міжнародних, всеукраїнських та обласних пленерів, симпозіумів та виставок. У 2018 році увійшов до друкованого та інернет видання «Енциклопедія сучасної України» (том 20)
Куратор Міжнародного мистецького пленеру «Чорна Гора» (2018, м. Виноградів, урочище Виннички, Закарпатська область), учасниками якого були академік Академії Мистецтв України, лауреати Національної премії ім. Тараса Шевченка, Народні та Заслужені художники України, мистецтвознавці, письменник Мирослав Дочинець і відомі митці різних художніх шкіл України (Закарпатської, Харківської, Львівської, Київської), а також Польщі, Словаччини та Угорщини. На пленері працювали 23 митця — Володимир Микита, Іван Бровді, Сергій Гай, Віктор Мигович, Петро Антип, Валерій Шкарупа, Наталія Заставна, Тарас Табака, Наталія Сіма-Павлишин, Олександр Сердюк, Володимир Носань, Мірослав Цаповчак, Каталін Голло, Аліна Храпчинська, Андрій Чижов та мистецтвознавець і куратор, керівник ГО-«Арт Модуль» — Іван Білан та інші.. Куратор виставки Міжнародного мистецького пленеру «Чорна гора» (2018,м. Виноградів, галерея «Імпасто»)
Персональні виставки — в Ужгороді (1990, 1991, 1993, 2010, 2013), Києві (1991).
Створює натюрморти, пейзажі, портрети, фігуративні композиції в реалістичному та сучасному стилях («Ужгород», 2000; «Весняний мотив», 2009; «Флокси», 2015; «Через терни до воскресіння», 2015; «Страждання», 2009; Серія кераміки: «Світ неіснуючих істот», 1997; «Мелодії життя», 1997—1998)
Твори зберігаються у приватних колекціях Угорщини, Словаччини, Італії, США, України, Закарпатському музеї народної архітектури та побуту (м. Ужгород); Музеї-картинній галереї [Архівовано 17 лютого 2018 у Wayback Machine.], (Пийтерфолво); музеї Ужгородського коледжу мистецтв ім. А.Ерделі Закарпатської академії мистецтв; Ільницькій школі-інтернаті І-ІІІ ступенів (с. Ільниця) та галереях Словаччини і США. Деякі картини знаходяться у колекціях народних депутатів України; екс — Головнокомандувача Збройних Сил України — Івана Свиди; екс-міністра з надзвичайних ситуацій України — Василя Дурдинця.

## Виставки
- Учасник першого міжнародного конкурсу сучасного мистецтва художників до 35 років — «Future Generation Art Prize» [Архівовано 12 травня 2020 у Wayback Machine.] (2010)
- Персональні виставки — в Ужгороді (1990, 1991, 1993, 2010, 2013), в Києві (1991).
- Обласні художні виставки до Всеукраїнського дня художника (секція живопису ЗОНСХУ) — «Золота осінь — 2009», «Осінь» — 1997, 1998, 1999, 2003, 2010, 2011 , 2012, 2013, 2014, 2015, 2016, 2017, 2018, 2019 (всі — Ужгород, Закарпатський обласний художній музей ім. Йосипа Бокшая )
- Обласні художні виставки до Всеукраїнського дня художника (секція графіки ЗО НСХУ,  галерея "Ужгород";  Закарпатський музей народної архітектури та побуту ) — 2009, 2010, 2011 , 2012, 2013, 2014, 2015, 2016, 2017, 2018, 2019, 2020 (всі — Ужгород)
- V. Carpathica Art Expo [Архівовано 31 січня 2014 у Wayback Machine.] , виставка творчого об'єднання художників ім. Мігая Мункачі до днів угорської культури  (2014, Ужгород, 24 січня, Закарпатський музей народної архітектури та побуту)
- VI. Carpathica Art Expo, виставка творчого об'єднання художників ім. Мігая Мункачі до днів угорської культури (2015, Ужгород, 23 січня. Закарпатський музей народної архітектури та побуту  )
- Обласні виставки творів графіки та рисунку  "Графічне Закарпаття " — 2009, 2010, 2011, 2012, 2013, 2014, 2015, 2016, 2017, 2018, 2020 (ЗО НСХУ всі — Ужгород),
- Перша обласна ретроспективна виставка «Акварель» [Архівовано 24 листопада 2020 у Wayback Machine.] (2017, Ужгород — мистецький центр «ILKO Gallery»)
- Виставка п'яти акварелістів «Акварельні струни 2018 [Архівовано 2 квітня 2018 у Wayback Machine.]» (м. Ужгород, 2018 — галерея «Ужгород»)
- Всеукраїнська різдвяна художня виставка [Архівовано 21 вересня 2020 у Wayback Machine.] (2017 [Архівовано 27 грудня 2017 у Wayback Machine.],м. Київ — " Будинок художника ")
- II Всеукраїнська виставка візуального мистецтва в залах президії Національної академії мистецтв України (1.12.2017,Київ)
- Всеукраїнська виставка «Графіка-2018 у Харкові» (2018, м. Харків — " Будинок художника ")
- IV виставка Всеукраїнського трієнале «УКРАЇНСЬКИЙ ФОЛЬКМОДЕРН [Архівовано 24 квітня 2019 у Wayback Machine.]» (2018, м. Чернівці — Центр культури «Вернісаж»)
- IV Всеукраїнська та міжнародна трієнале  абстрактного мистецтва "ART-AKT" (2019. 17.10; м. Чернівці — Центр культури «Вернісаж»)
- Друга всеукраїнська та міжнародна виставка — бієнале «Море акварелі» [Архівовано 3 грудня 2018 у Wayback Machine.] (м. Одеса, 2018. Одеський музей західного і східного мистецтва)
- Третя всеукраїнська та міжнародна виставка-бієнале «Море акварелі - 2020» [Архівовано 17 січня 2021 у Wayback Machine.] [20](м. Одеса, 2020. Одеський музей західного і східного мистецтва
- Всеукраїнська виставка образотворчого та декоративного мистецтва (1999, Київ — «Український дім»)
- Всеукраїнська виставка «Перлини душі народної» (1992, Київ — «Український дім» )
- Всеукраїнська виставка «Всі ми діти твої Україно» (1992, Київ — «Український дім» )
- Республіканська виставка дитячої художньої творчості в рамках всесоюзного огляду художньої творчості (1985, Київ)
- Міжнародна виставка дитячої художньої творчості (1987, Греція)
- Міжнародна мистецька виставка «Львівський осінній салон» (2014, Львів  , Льві́вський пала́ц мисте́цтв )
- Виставка учасників Міжнародного художнього пленеру «Вижниця 2018» у «Галереї на Штейнбарга» [Архівовано 18 лютого 2022 у Wayback Machine.] (2018,м.Чернівці)
- Виставка учасників Міжнародного художнього пленеру «Мукачево сакральне» [Архівовано 13 лютого 2022 у Wayback Machine.] (2018,м. Мукачево)
- Виставка учасників Міжнародного художнього пленеру «Вижниця 2018» у центрі культури «Вернісаж» [Архівовано 18 лютого 2022 у Wayback Machine.] (2018,м.Чернівці)
- Виставка Міжнародного мистецького пленеру «Чорна гора» [Архівовано 16 січня 2021 у Wayback Machine.] (16.09.2018, м.Виноградів, галерея «Імпасто»)
- Міжнародний живописний пленер «Вижниця 2018» [Архівовано 25 серпня 2018 у Wayback Machine.] (2018, м.Вижниця , Чернівецька обл.)
- Міжнародний художній пленер «Мукачево сакральне» (2018 [Архівовано 24 лютого 2022 у Wayback Machine.], м. Мукачево , Закарпатська обл.)
- Міжнародний мистецький пленер Чорна Гора [Архівовано 13 квітня 2020 у Wayback Machine.] (9- 17 вересня, 2018, м.Виноградів)

## Нагороди
- Диплом Національної спілки художників України за видатні творчі досягнення на теренах графічних мистецтв. За всеукраїнську виставку «Графіка у Харкові» (2018, Харків)
- Диплом Міжнародного фонду Національної академії мистецтв України (1 грудня 2017, м. Київ).
- Диплом 1-го ступеня Міністерства культури і мистецтв України, Українського центру культурних досліджень за участь у всеукраїнській виставці образотворчого та декоративно-прикладного мистецтва в рамках всеукраїнського огляду народної творчості в «Українському домі» (1999, Київ)
- Дипломант всеукраїнської виставки образотворчого та декоративно-прикладного мистецтва (1999,м. Київ)
- Подяка Закарпатської обласної  державної  адміністрації та обласної  ради (Ужгород,1999)
- Почесна грамота Міністерства освіти УРСР, ЦК ЛКСМ України за участь у виставці дитячої художньої творчості в Греції (1987, Київ, 11 лютого № 111-к)
- Грамота Закарпатського обласного відділу народної освіти за друге місце в XI обласній олімпіаді з образотворчого мистецтва (1986, Свалява, 26 квітня)
- Грамота Закарпаського обласного управління культури за персональну виставку на відкритті Українського Центру творчості дітей та юнацтва у м. Києві (1991, Ужгород, 5 червня);
- Грамота Закарпатського обласного відділу народної освіти за участь в обласному конкурсі «Народні джерела» (10 липня 1988, Хуст)
- Диплом Товариства угорської інтелігенції Закарпаття за участь у виставці V. Carpathica Art Expo, до днів угорської культури (2014, Ужгород)
- Диплом Товариства угорської інтелігенції Закарпаття за участь у виставці VI. Carpathica Art Expo, до днів угорської культури (2015, Ужгород)
- Диплом Міжнародного живописного пленеру «Вижниця 2018» (Чернівці, 2018)
- Подяка Закарпатського обласного управління культури (Ужгород,1993)
- Подяка Закарпатського обласного управління культури (Ужгород, 1998)
- Подяка Закарпатського обласного управління культури; Закарпатського обласного театру  ляльок, за персональну виставку на відкритті 1 — го  Міжнародного фестивалю театрів для дітей  (1990,Ужгород.,15.10.,№ 159)
- Подяка  відділу культури Ужгородської міської ради (2001,Ужгород).